# Воробьёва, Анна Исаевна
Анна Исаевна Воробьёва (1922 год, деревня Мурмастиене, Резекненский уезд, Латвия — 26 февраля 1977 год) — доярка совхоза «Баркава» Мадонского района Латвийской ССР. Герой Социалистического Труда (1976). Депутат Верховного Совета Латвийской ССР 9-го созыва.

## Биография
Родилась в 1922 году в бедной крестьянской семье в деревне Мурмастиене Резекненского уезда, Латвия. Окончила начальную школу. С 14-летгнего возраста трудилась в зажиточных крестьян. С 1946 года — агент по закупкам в Мадонском уезде. С 1956 года — рядовая колхозница, доярка в колхозе «Баркава» Мадонского района.
Достигла высоких профессиональных качестве в животноводстве. В первый же год своей работы дояркой надоила от закреплённых за ней фуражных коров около 58,5 тонн молока. К концу Семилетки (1959—1965) достигла трёхтысячного рубежа по надою молока. В 1961 году вступила в КПСС.
В 1961 году стала инициатором социалистического соревнования среди доярок Латвийской ССР. Выступила с инициативой получать более ста тонн молока от минимальной группы коров в 10 голов. Её инициативу поддержали около 1800 доярок Латвии. Обслуживая группу коров в 30 голов, получила в 1963 году 9349 килограмм молока, в среднем по 2649 килограмм молока от каждой коровы. За высокие достижения в трудовой деятельности и активную общественную деятельность в годы Семилетки была награждена Орденом Ленина.
В годы Восьмой пятилетки (1966—1970) получала в среднем от каждой коровы около трёх тысяч килограмм и сдала государству за пятилетку 662,5 тонн молока.
Одна из первых доярок в колхозе перешла на машинное доение. В 1975 году довела обслуживаемую группу коров до 67 голов. Досрочно выполнила личные социалистические обязательства и производственные задания Девятой пятилетки (1971—1975) по надою молока к августу 1974 года. Указом Президиума Верховного Совета СССР от 10 марта 1976 года удостоена звания Героя Социалистического Труда «за выдающиеся успехи, достигнутые во Всесоюзном социалистическом соревновании, и проявленную трудовую доблесть в выполнении задания девятой пятилетки и приянтых обязательств по увеличению производства и продажи государству продуктов земледелия и животноводства» с вручением ордена Ленина и золотой медали Серп и Молот.
Избиралась депутатом Верховного Совета Латвийской ССР 9-го созыва от Вараклянского избирательного округа № 238 Мадонского района, членом Мадонского райкома Компартии Латвии, делегатом XX съезда Компартии Латвии, депутатом Баркавского сельского Совета.
Трагически погибла в феврале 1977 года.
Награды и звания
- Герой Социалистического Труда
- Орден Ленина — дважды (01.10.1965; 1976)
- Орден Октябрьской Революции (08.04.1971)
- Орден «Знак Почёта» (26.04.1971).
- Мастер животноводства 1-го класса